# Михалик, Арт
Артур И. Михалик (англ. Arthur E. Michalik; 31 января 1930, Чикаго, Иллинойс — 23 февраля 2021) — профессиональный американский футболист. Выступал на позициях лайнбекера и гарда. Играл в НФЛ с 1953 по 1956 год. На студенческом уровне играл за команду университета Сент-Эмброуз. На драфте НФЛ 1951 года был выбран в семнадцатом раунде.

## Биография
Арт Михалик родился 31 января 1930 года в Чикаго в семье полицейского. Там же он окончил старшую школу имени архиепископа Йозефа Вебера. Затем учился в университете Сент-Эмброуз в Айове. Помимо футбола, занимался борьбой. В студенческие годы интерес к нему проявляли не только клубы НФЛ, но и тренеры сборной США, рассматривавшие Михалика как потенциального участника Олимпийских игр 1952 года.
На драфте НФЛ 1951 года он был выбран клубом «Сан-Франциско Форти Найнерс» в семнадцатом раунде. Михалик не стал подписывать контракт и был призван в армию. Службу проходил в морской пехоте. Спортивную карьеру начал после демобилизации, в 1953 году. В дебютном сезоне вошёл в число участников Пробоула, был включён в состав сборной Олл-про. Первые два сезона карьеры он выступал за «Сан-Франциско». Его стык с квотербеком «Кливленда» Отто Грэмом, во время которого последний получил рассечение, способствовал росту популярности защитных масок. В 1954 году Михалик получил серьёзную травму колена, но восстановился и ещё два года выступал в составе «Питтсбурга».
После окончания футбольной карьеры занимался реслингом, был чемпионом организации National Wrestling Alliance в командных боях. Его партнёром был другой бывший футболист Лео Номеллини. Затем работал учителем и тренером футбольной команды в старшей школе.
Арт Михалик скончался 23 февраля 2021 года.